# Snelwegkerk

Duitse verkeersborden

Een snelwegkerk is een christelijke kerk in de nabijheid van een snelweg, die speciaal ingericht is voor tijdelijke reflectie en bezinning van de automobilist.
De meeste snelwegkerken (circa 40) zijn in Duitsland te vinden langs de autobahn. De eerste snelwegkerk werd geopend in 1958 in Landkreis Augsburg langs de A8 bij Adelsried.
Er zijn protestantse en rooms-katholieke snelwegkerken. De meeste zijn echter oecumenisch van aard.
Er zijn er ook al geopend in Oostenrijk (Dolina langs de A2 bij Klagenfurt) en in Tsjechië bij Pilsen.

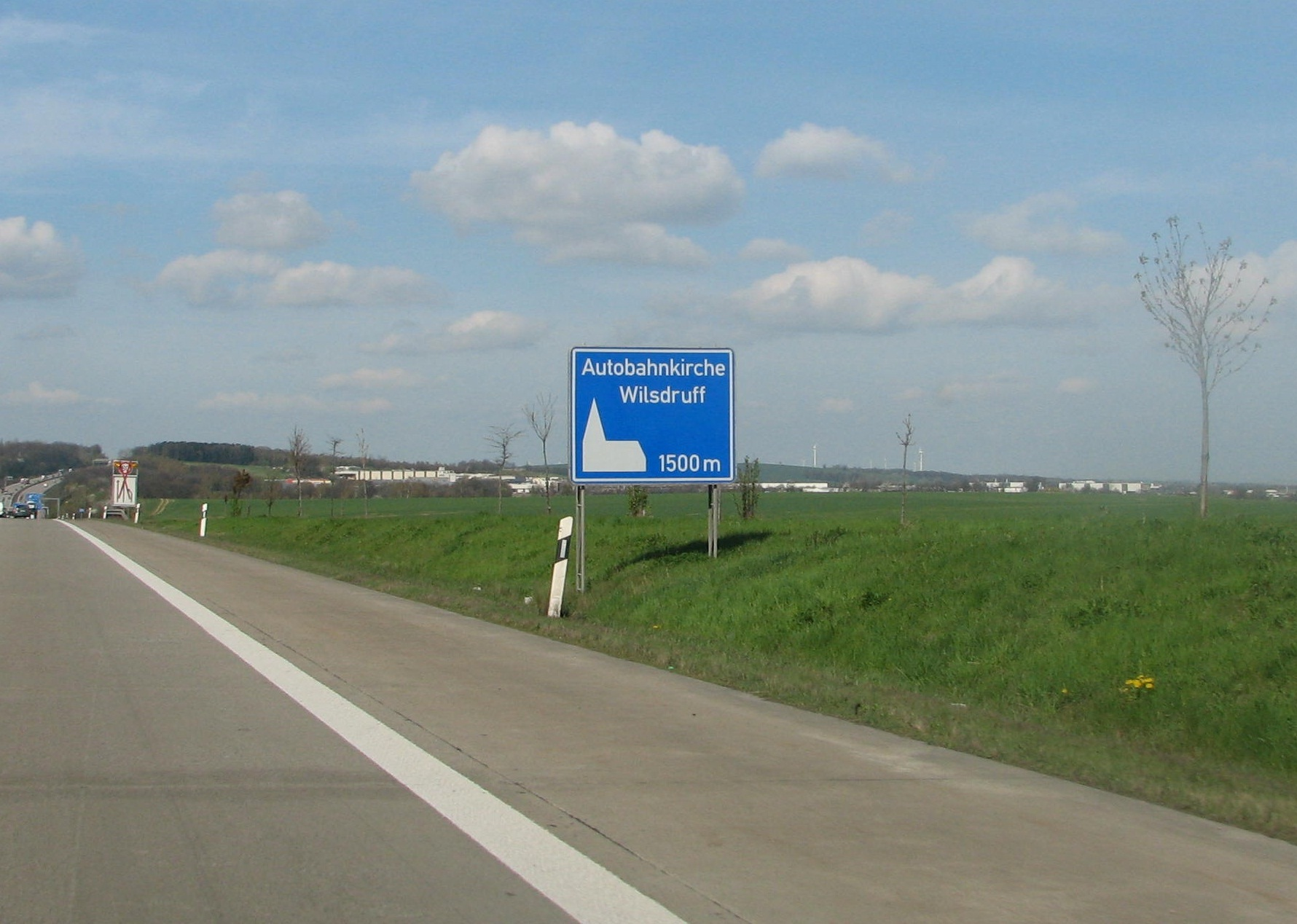
Voorwegwijzer (Wilsdruff, A4)
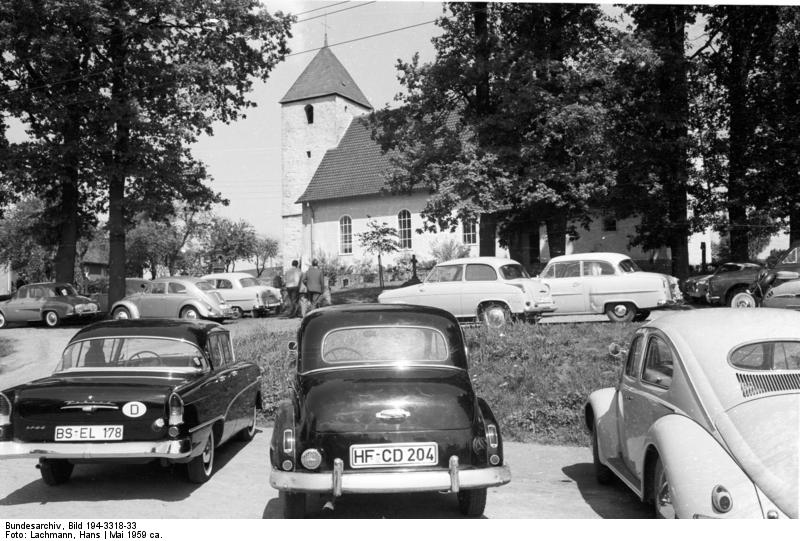
De eerste protestantse snelwegkerk langs de A2 bij Exter in 1959
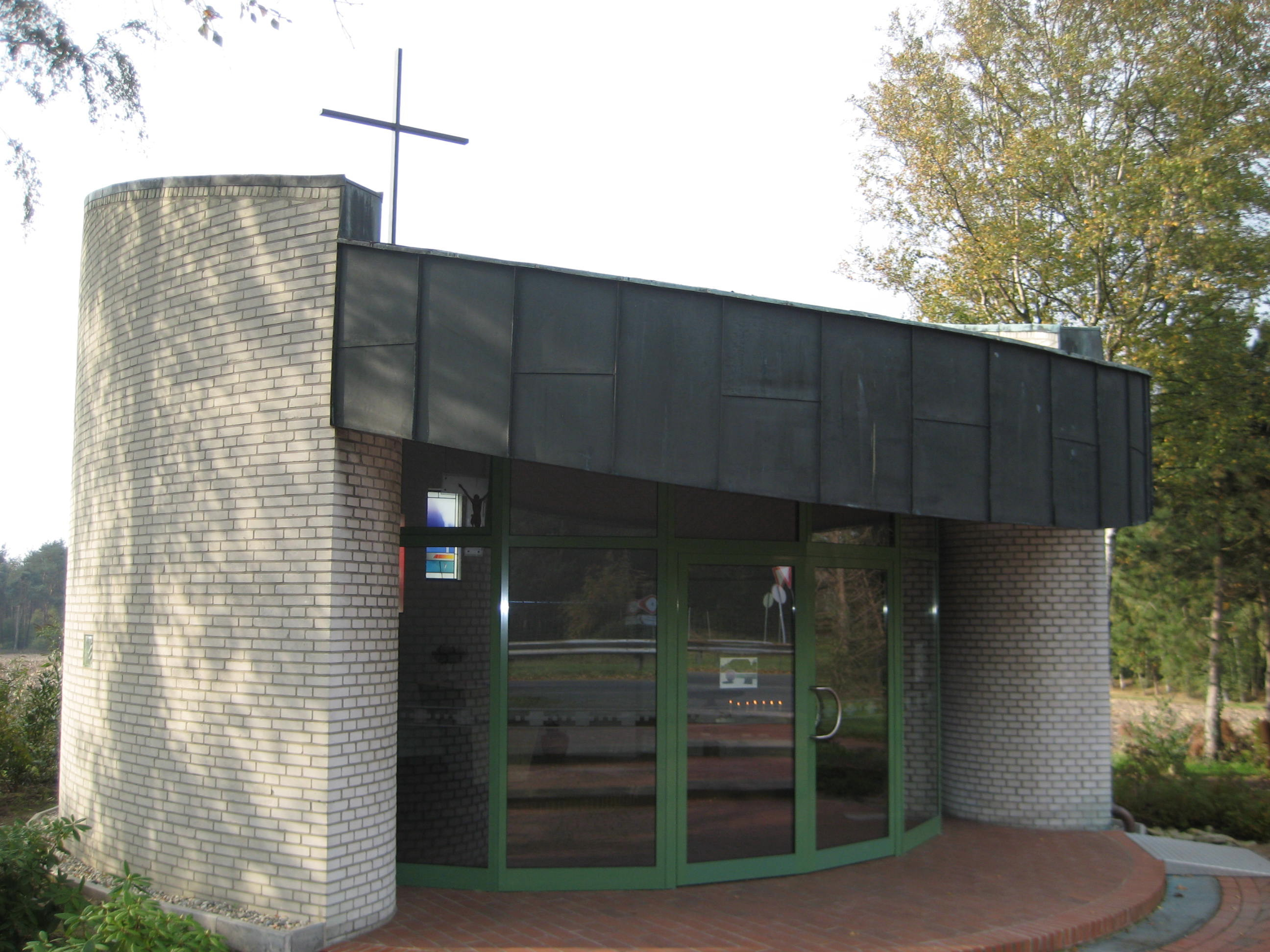
snelwegkerk bij Dammer Bergen langs de A1
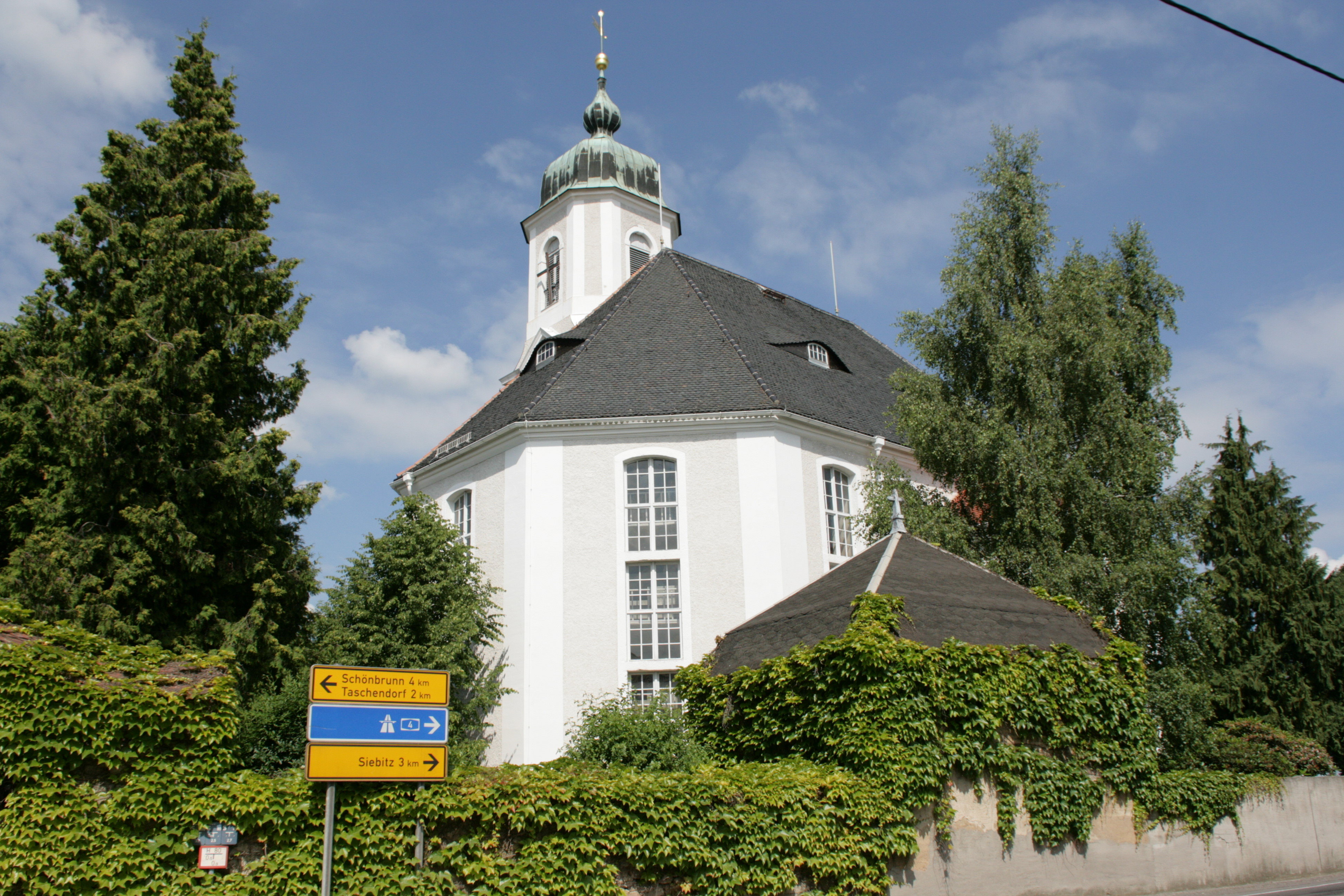
Autobahnkirche Uhyst am Taucher, A4
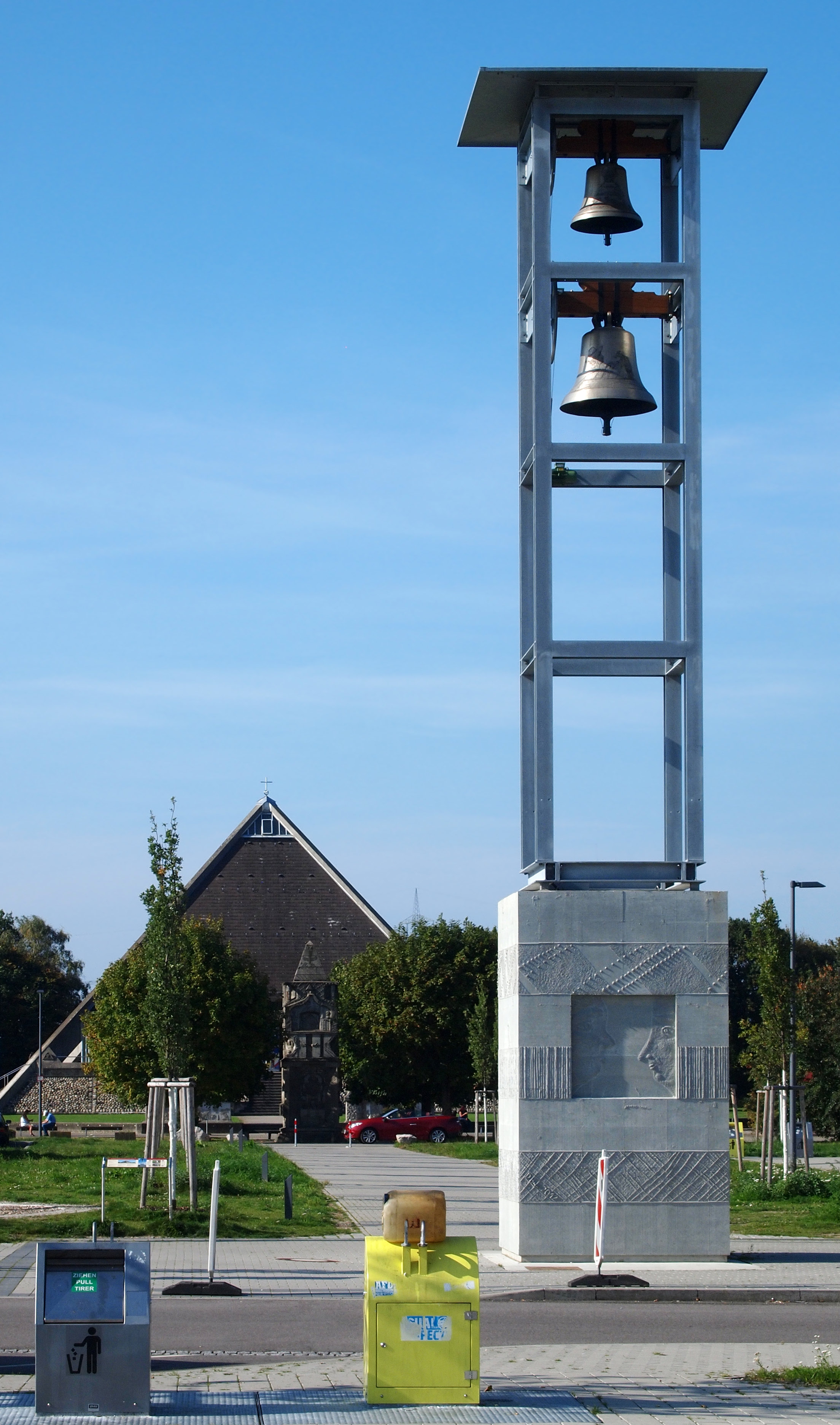
Autobahnkirche bij Verzorgingsplaats Baden-Baden, A5
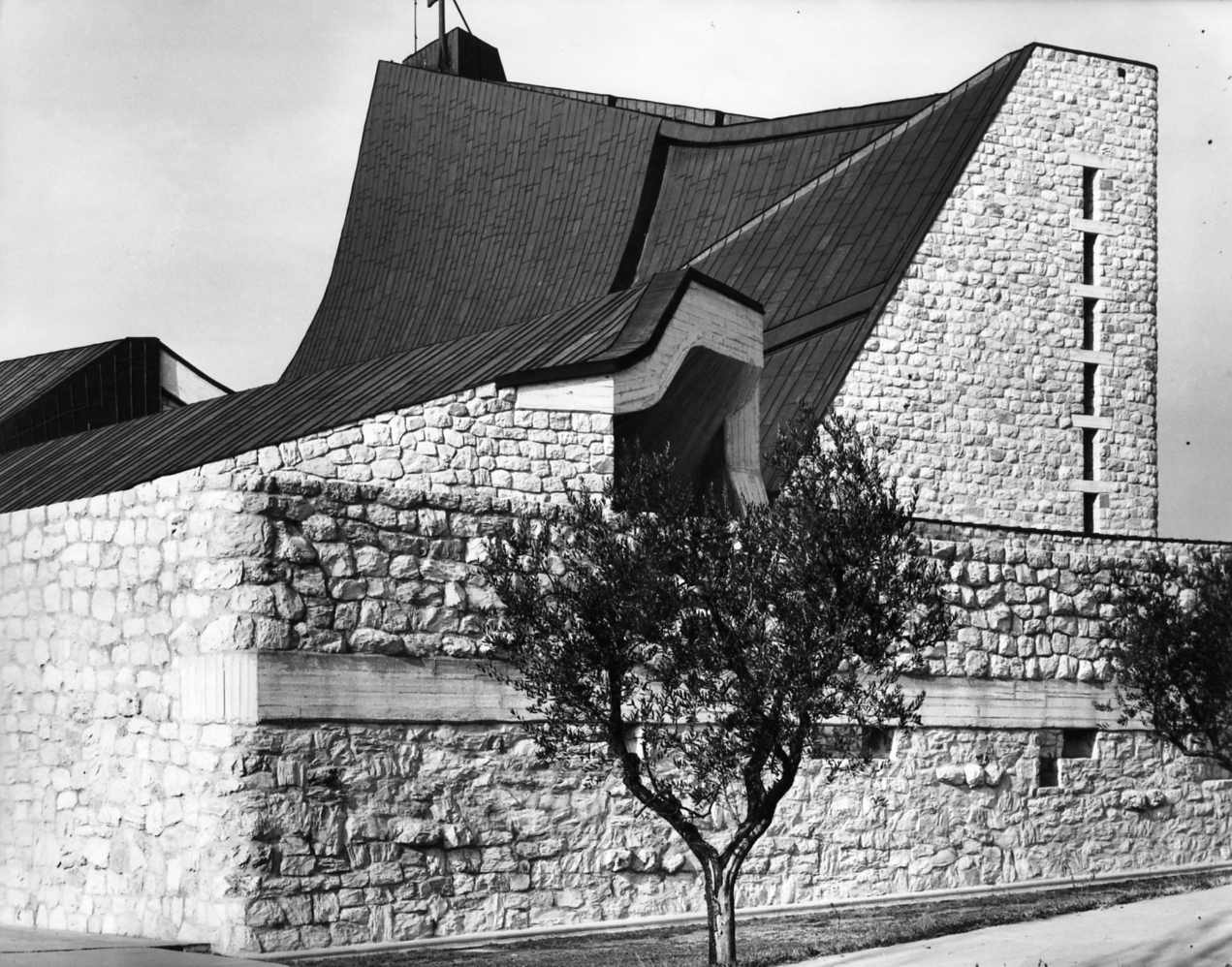
De kerk van San Giovanni Battista, A11 (Italië), de zogenaamde 'Kerk van de snelweg'  (1960-1964), ontworpen door Giovanni Michelucci, en gefotografeerd door Paolo Monti